# 斯洛伐克共产党—91
斯洛伐克共产党—91（缩写为KSS '91）是斯洛伐克的一个已不存在的共产主义政党。1990年，原斯洛伐克共产党改组为民主左翼党，并放弃马克思列宁主义意识形态。反对这一决定的一些党员成立了新政党“斯洛伐克共产党—91”，并于1991年3月6日向斯洛伐克当局注册。1992年8月29日，该党与斯洛伐克共产主义者联盟合并为新的斯洛伐克共产党。